# Rubén Olmo
Rubén Olmo Leal (Sevilla, 1980) es un bailarín y coreógrafo español. Director del Ballet Nacional de España desde 2019.

## Biografía

### Formación artística en Sevilla
Rubén nació en el popular barrio sevillano del Cerro del Águila. De familia humilde, su padre trabajaba en una carpintería, con un horario muy exigente, hasta el punto que Rubén y su hermano sólo le veían el sábado por la tarde y el domingo. Su madre limpiaba casas. Ambos se sacrificaron para sacar adelante a sus dos hijos. La infancia de Rubén transcurrió en las 3000 Viviendas. Allí descubrió su inclinación por el baile y comenzó a acudir a una academia de barrio. Posteriormente acudió a la academia de baile de Manolo Marín, y a los nueve años prosiguió su formación en el Conservatorio de Danza de Sevilla, donde se licenció en Danza Española y danza Clásica. Allí recibió una amplia capacitación y aprendió de maestros de primera clase, incluidos Manolete, El Güito, Mario Maya, José Granero, Javier Latorre, Antonio Canales, Teresa Nieto, Rosa Naranjo y Aída Gómez.
A los catorce años se integró en el Grupo de Danzas Ciudad de Sevilla. Tiempo después asistió a un taller de flamenco en el Centro Andaluz de Danza impartido por Javier Barón, que le eligió, cuando contaba con dieciséis años, para que formara parte de la coreografía del Pájaro Negro.

### Desarrollo artístico

#### Ballet Nacional de España (BNE)
En 1997 se trasladó a Madrid, para trabajar en la compañía de Danza Española de Aída Gómez, donde actuó como bailarín solista en Estamos solos. En 1998 bailó en el Teatro de la Zarzuela en El barberillo de Lavapiés con la coreografía de Ramón Oller. 
Desde 1998 hasta 2003 trabajó en el Ballet Nacional de España, desempeñando diversas funciones: cuerpo de baile, primer bailarín y coreógrafo. Su estreno como primer bailarín tuvo lugar en el Teatro Real, con La Celestina, bailó el papel de Calixto. Una obra dirigida por Adolfo Marsillach y con coreografía de Ramón Oller. También bailó en la pieza Luz de alma de Javier Latorre en el papel del primer bailarín. Otras producciones del Ballet Nacional, en el que fue el primer bailarín solista, incluyeron Poeta de Javier Latorre, Carmen en la coreografía de José Antonio, Oripando de Israel Galván, Grito de Antonio Canales y Ritmos de Alberto Lorca. A los veintitrés abandonó el BNE para formar su propia compañía.

#### Otras compañías
Como bailarín y repetidor participó en la producción de Eva Yerbabuena La voz del silencio. Luego bailó en la compañía Metros de Ramón Oller. En su versión de Carmen, Rubén Olmo bailó el papel de Escamillo. También participó en la actuación de Dalí en Metros. En 2003 comenzó su carrera como coreógrafo con una actuación en el Certamen de Danza Española y Flamenco en Madrid: Con Érase una vez que era, ganó el tercer premio. En 2004 participó en la coreografía de Javier Latorre Los Tarantos bajo la dirección de Emilio Hernández como bailarín solista y repetidor. Un año después, se unió a la compañía de Rafael Amargo. Allí trabajó como primer bailarín solista, repetidor y asistente del director coreográfico de las producciones Poeta en Nueva York, El amor brujo, D.Q. Pasajero en tránsito y Enramblao.
En 2006, ahora con su propia compañía, presentó Belmonte. La pieza es un homenaje al torero Juan Belmonte. Cuenta su vida desde que tenía catorce años hasta que se retiró de la arena en 1935 y se suicidó en 1962. La obra se centra en la rivalidad amistosa de Belmonte con Joselito. El dolor de Belmonte por la muerte del amigo en la arena fue descrito por Rubén Olmo en una farruca. Además de esos momentos de tragedia, la pieza también es rica en momentos festivos y humorísticos. Esto se refleja en una gran cantidad de escenarios y estilos musicales: las flautas de flamenco, las melodías orientales, la música barroca, los pareados de variedades se alternan en una sucesión colorida.
En 2007 Rubén Olmo creó una pieza para niños con Pinocho. Al mismo tiempo, es un homenaje a su propio padre, quien, como Antonio en la historia, fue un maestro carpintero. Aunque está dirigido a niños, no se adhiere a la superficie, sino que "nos habla de las consecuencias de nuestros actos, de lo inapelable de las decisiones tomadas, de la responsabilidad y el precio de la libertad de elección".
Para la producción de danza, Rubén Olmo modificó el papel del cantaor David Tejedor y del productor Oriol Subirana junto con el texto original de Carlo Collodi. En una escena, las hadas se transforman en un coro de teatro griego clásico. el propio Rubén Olmo bailó el papel principal de Pinocho. Al igual que Belmonte, Pinocho también se caracteriza por una gran riqueza de formas musicales y de baile.
Además de estos trabajos para su propia compañía, Rubén Olmo también trabajó con Aída Gómez y creó coreografías para su actuación Permíteme bailarte. Apoyó a Antonio Najarro con coreografías para su actuación de jazz flamenco.

#### Ballet Flamenco de Andalucía
Una vez fundada su propia compañía, estrenó entre otras obras: Belmonte y Tranquilo alboroto. En 2011 fue nombrado director del Ballet Flamenco de Andalucía, sucediendo a Cristina Hoyos. En este cargo permaneció hasta 2013. En esa época compaginó su actividad escénica con la de profesor en el Centro Andaluz de Danza.
En 2012, en el Festival de Jerez, trajo su Metáfora al escenario con esta compañía. Abrió así el repertorio del conjunto, que hasta entonces se había centrado exclusivamente en el flamenco. La primera parte se centró realmente en el flamenco clásico; Las alegrías en esta parte eran especialmente referencias a Matilde Coral y al estilo sevillano. En la segunda parte, sin embargo, también se utilizaron la Escuela bolera y la danza clásica. Rubén Olmo, Pastora Galván y Rocío Molina Cruz fueron los artistas invitados. La música, que en el teatro flamenco a menudo utiliza compositores conocidos como Enrique Granados, Manuel de Falla e Isaac Albéniz, incluyó también a otros autores como Agustín Diassera y Jesús Cayuela.
Con su segundo trabajo para el Ballet Flamenco de Andalucía, Rubén Olmo retomó la trágica historia de un torero en 2012: el escritor y torero Ignacio Sánchez Mejías fallecido en 1934 cuando volvió a la arena después de años de lucha. En el poema Llanto por Ignacio Sánchez Mejías el poeta Federico García Lorca procesó su pena por la muerte de su amigo, el torero. Junto con Antonio Canales como estrella invitada, Rubén Olmo escenificó la historia de la amistad entre el poeta y el torero. Se basó en el poema de Lorca, cuyo título también eligió como título de su producción.
En 2013 dirigió el Encuentro Internacional de Coreografía y Danza en Jerez, una reunión de profesionales de la escena de la danza, pero también con algunas actuaciones para el público. En el Festival de Jerez 2016, realizó su obra Arquitectura de luz y sombras en el patio del museo arqueológico.
En 2018 presentó Horas contigo en el Flamenco Madrid Festival. La pieza abarca una amplia gama de bailes celtas, acompañados por la gaita, las sonatas del Padre Soler y la música de Erik Satie para la danza contemporánea y el flamenco. Rubén Olmo compartió la dirección artística con Israel Galván, cuyo estilo personal se expresa en las partes vanguardistas de la actuación. En el mismo año, organizó una velada musical a pequeña escala junto con el bailarín Eduardo Leal, el pianista Alejandro Cruz, el guitarrista Pitín hijo, el percusionista Chupete y el cantante José Luis García con el título Altano.
En la Bienal de Sevilla, el mismo año apareció en la actuación de Rafaela Carrasco, El salón de baile.
Rubén Olmo realizó Horas contigo nuevamente en el Festival de Jerez 2019. También apoyó a Úrsula López en la misma ocasión con coreografías para su producción Naturalmente Flamenco. Comenzó un drama taurino nuevamente en 2019: los hechos tuvieron lugar en 2010, cuando el torero José Tomás fue intimidado por el toro Navegante en la arena en Aguascalientes (México), y resultó gravemente herido. En su libro Diálogo con Navegante, escrito junto con Mario Vargas Llosa, José Tomás procesó esta experiencia. Para el festival en Málaga, Rubén Olmo, en colaboración con Antonio Canales, organizó el diálogo ficticio entre el torero y el toro.

#### Dirección del Ballet Nacional de España (BNE)
En 2019, el Ministerio de Cultura y Deporte anunció el nombramiento de Olmo como director del BNE. Su toma de posesión tuvo lugar el 2 de septiembre, sustituyendo al bailarín y coreógrafo Antonio Najarro. Una de sus líneas de actuación, al frente del BNE está centrada en la continuidad a nivel artístico del BNE, preservando y difundiendo el patrimonio coreográfico de la danza española, a la vez que intenta recoger la pluralidad de estilos e incorporar piezas de maestros que todavía no están presentes en el repertorio del BNE.
La primera producción bajo su dirección, Invocación, está programada para el 7 de marzo de 2020, en el Teatro Villamarta de Jerez de la Frontera, en el marco del Festival de Jerez. El programa de Invocación está compuesto por cuatro piezas: Invocación bolera; Jaureña, Eterna Iberia, y De los Flamenco. 
- Invocación bolera, se integra en una coreografía de nueva creación, procedente de la Escuela Bolera. Este estilo surgió en el siglo XVIII de la transformación de bailes populares andaluces en danzas académicas. Con esta nueva visión de esta escuela clásica, se pretende recordar a Ángel Pericet Carmona,[23] Antonio el Bailarín y a Mariemma, con una partitura nueva del compositor Manuel Bustos.[24]
- Jaureña, es una coreografía del propio Rubén Olmo. Pretende ser un puente entre la escuela bolera, la danza estilizada y el flamenco. Será un solo inspirado en Granada, interpretado por Rubén Olmo, y donde cobran protagonismo los estilos de la granaína y el zapateado.[25]
- Eterna Iberia, es una coreografía de Antonio Najarro, que tomó como inspiración esta partitura para crear una coreografía de corte tradicional que plasmara su visión personal de la Danza Estilizada e hiciera referencia a la estética y los grandes creadores de la época en la que fue compuesta. Su origen se puede encontrar en la obra del maestro Manuel Moreno-Buendía, Celtiberia, una obra interpretada por la Orquesta Sinfónica de la Región de Murcia, y compuesta por encargo de Antonio Ruiz Soler “El Bailarín” en 1963 para la creación de su ballet Eterna Castilla.[26]
- De lo flamenco, pretende ser un homenaje al bailador y coreógrafo Mario Maya, fallecido en 2008. Es una suite flamenca, que refleja el estilo propio de Mario Maya, fundador en 1994 del actual Ballet Flamenco de Andalucía.[27]

#### Enseñanza del Ballet
En 2005, Rubén Olmo apoyó a los participantes en Operación Triunfo para que mejoraran su capacitación en lenguaje corporal. Durante más de diez años enseñó danza española en el Centro Andaluz de Danza.
Ocasionalmente daba cursos en diversos festivales:
- Curso de flamenco para bailarines profesionales de otros géneros en el Festival Flamenco de Londres (2013), junto con Olga Pericet.[29]
- Clase magistral para Seguiriyas y Bulerías en el Festival de la Guitarra de Córdoba 2015.[30]

## Premios, galardones y reconocimientos
- Giraldillo a la Mejor Coreografía de la Bienal de Flamenco por "Tranquilo Alboroto" (2010).[4]
- Premio de la Crítica del XXIII Festival de Jerez, por su obra Horas contigo (2019).[31]
- Premio Nacional de Danza, otorgado por el Ministerio de Cultura (2015).[9]
- Hijo Predilecto de la Ciudad de Sevilla (2021).